# Чербара, Николо

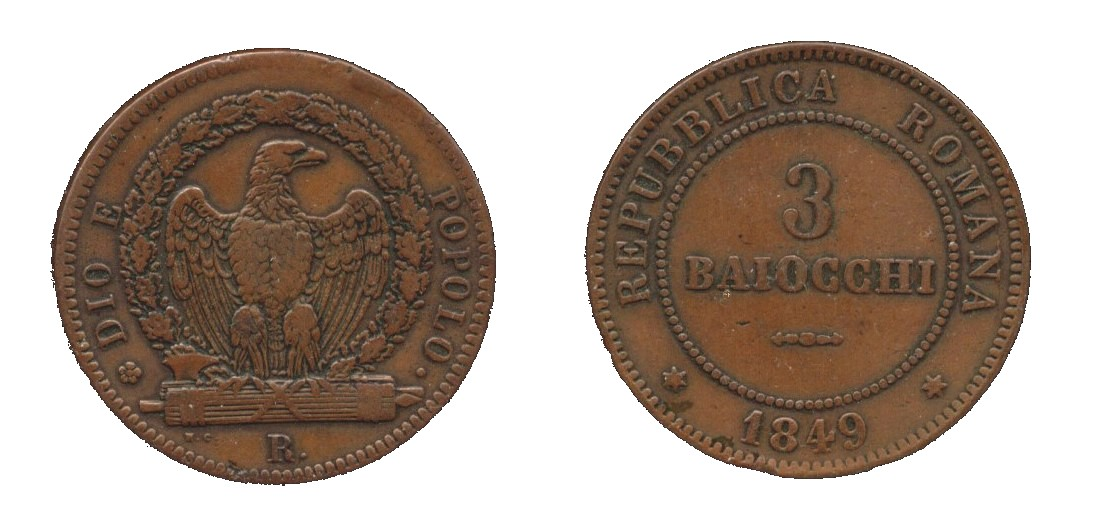
3 байокко Римской республики 1849 года, подпись на аверсе — «N.C.»

Николо Чербара (итал. Nicolo (Nicola) Cerbara, 1793, Рим — 1869) — итальянский медальер и резчик монетных штемпелей, брат медальера Джузеппе Чербара.
Работал на папском монетном дворе в Риме. Создал штемпеля ряда папских монет, в том числе: скудо 1830 года, 30 байокко (тестон) 1834 года и др. После провозглашения второй Римской республики продолжал работать на монетном дворе, создав штемпеля медных монет республики (от ½ до 40 байокко 1849 года).
Участвовал в создании серии медалей «Ikonographica numismatica dei piu famosi Italiani», посвящённой знаменитым итальянцам. Создал медали в честь поэта и драматурга Ариосто, физика и астронома Галилея, живописца и скульптора Рафаэля и др., и ряд медалей в честь различных событий — на восстановление Анконской крепости (1842) и др.